# Las Américas internationella flygplats
Las Américas internationella flygplats (IATA: SDQ, ICAO: MDSD) (spanska: Aeropuerto Internacional Las Américas) är en internationell flygplats belägen strax utanför orten La Caleta nära huvudstaden Santo Domingo, Dominikanska republiken.
Flygplatsen är den andra mest trafikerade i landet efter Punta Canas internationella flygplats. År 2015 trafikerades flygplatsen av cirka 3,5 miljoner passagerare.